# 후한기

후한기(後漢紀)는 진(晉)나라 시대의 원굉(袁宏) (328 - 376)이 만든
편년체(編年體)적인 역사책이다.
원굉은 다른 후한서 역사책에 만족하지 못하고, 각종 자료들을 수집해서, 약 8년간에 걸쳐 만들었다.
모두 30권이고 글자수는 21만자이다.
왕망(王莽) (BC 45-AD 23)의 말기시대의 농민 봉기 때부터
조비(曹丕)와 유비(劉備)가 황제를 칭하던 시대까지
약 200년간의 역사를 서술하고 있다.
원굉의 후한서는 남북조 시대 송나라의 범엽(范曄)
(398년 ~ 445년)이 정리한 후한서(後漢書)의 기본이 되었다고 한다.

## 구성
1. 卷1　光武皇帝紀
2. 卷2　光武皇帝紀
3. 卷3　光武皇帝紀
4. 卷4　光武皇帝紀
5. 卷5　光武皇帝紀
6. 卷6　光武皇帝紀
7. 卷7　光武皇帝紀
8. 卷8　光武皇帝紀
9. 卷9　孝明皇帝紀上
10. 卷10　孝明皇帝紀下
11. 卷11　孝章皇帝紀上
12. 卷12　孝章皇帝紀下
13. 卷13　孝和皇帝紀上
14. 卷14　孝和皇帝紀下
15. 卷15　孝殤皇帝紀
16. 卷16　孝安皇帝紀上
17. 卷17 孝安皇帝紀下
18. 卷18　孝順皇帝紀上
19. 卷19　孝順皇帝紀下
20. 卷20　孝質皇帝紀
21. 卷21　孝桓皇帝紀上
22. 卷22　孝桓皇帝紀下
23. 卷23　孝靈皇帝紀上
24. 卷24　孝靈皇帝紀中
25. 卷25　孝靈皇帝紀下
26. 卷26　孝獻皇帝紀
27. 卷27　孝獻皇帝紀
28. 卷28　孝獻皇帝紀
29. 卷29　孝獻皇帝紀
30. 卷30　孝獻皇帝紀

## 외부 보기
- wikisource(한자원문) 後漢紀(후한기)